# Hà Văn Mao
Hà Văn Mao (1840-1887) là một thủ lĩnh nghĩa quân người  mường hưởng ứng phong trào Cần Vương chống Pháp tại Thanh Hóa cuối thế kỷ 19.

## Thân thế
Ông quê ở xã Điền Lư, châu Quan Hóa (nay thuộc huyện Bá Thước), tỉnh Thanh Hóa. Năm sinh của ông hiện vẫn chưa rõ, chỉ xác định là gia đình ông nhiều đời làm lãnh đạo người Thái, người Mường ở vùng thượng đạo Thanh Hóa, được triều Nguyễn gia phong quan tước. Bản thân ông cũng là một thổ ty Mường ở vùng châu Quan Hóa.

## Hưởng ứng phong trào Cần Vương
Năm 1885, sau khi kinh thành Huế thất thủ, Tôn Thất Thuyết đưa vua Hàm Nghi lên chiến khu Tân Sở (Quảng Trị) ra chiếu Cần Vương kêu gọi toàn dân chống Pháp. Nhận thấy tương quan lực lượng khá chênh lệch, vào tháng 2 năm 1886, Tôn Thất Thuyết đã để cho hai con trai của mình là Tôn Thất Thiệp và Tôn Thất Đạm tiếp tục duy trì "triều đình Hàm Nghi" chống Pháp, còn mình cùng với Trần Xuân Soạn và Ngụy Khắc Kiều tìm đường cầu viện, vượt Hà Tĩnh rồi Nghệ An, đến tháng 3 năm 1886 ông tới Thanh Hóa. Tại đây, ông phân công Trần Xuân Soạn ở lại Cẩm Thủy lo phát triển phong trào, rồi đến tổng Trịnh Vạn thuộc châu Thường Xuân hội kiến với thủ lĩnh người Thái là Cầm Bá Thước. Ngày 22 tháng 4 năm 1886, ông lên đường, vượt thượng lưu sông Mã, đến châu Quan Hóa để gặp Hà Văn Mao. Sau đó, tháng 6 năm 1886, ông tiếp tục lên vùng Sơn La, Lai Châu để hội kiến với thủ lĩnh Thái trắng là Đèo Văn Trị, trước khi sang Trung Quốc.
Sau cuộc hội kiến với Tôn Thất Thuyết, Hà Văn Mao đồng ý tham gia phong trào chống Pháp và được Tôn Thất Thuyết phong làm Tán lý, chỉ huy nghĩa quân chống Pháp ở miền tây Thanh Hóa. Ông cho xây dựng căn cứ ở Mã Cao (Yên Định), từ đó phát triển và chỉ huy nghĩa quân đánh Pháp ở Bái Thượng, La Hán, Thọ Xuân.

## Hợp chiến với nghĩa quân Ba Đình
Từ 18 tháng 12 năm 1886 đến 20 tháng 1 năm 1887, đại tá Brissand chỉ huy quân Pháp tiến đánh căn cứ Ba Đình. Dù kiên cường chiến đấu, nhưng do lực lượng mỏng, bị bao vây cô lập dưới hỏa lực mạnh của quân Pháp, các nhóm nghĩa quân khác không thể tiếp viện, nghĩa quân Ba Đình bị thương vong nặng và buộc phải mở đường máu phá vòng vây để rút về căn cứ Mã Cao để hợp quân với nghĩa quân của Hà Văn Mao, củng cố lực lượng và chuẩn bị chiến đấu. Đến sáng ngày 21 tháng 1 năm 1887, căn cứ Ba Đình thất thủ.
Sau triệt hạ hoàn toàn cả ba làng của căn cứ Ba Đình, Pháp tiếp tục cho quân truy kích nghĩa quân ở Mã Cao. Tại đây, bộ chỉ huy nghĩa quân được tổ chức lại dưới quyền chỉ huy của Hà Văn Mao cùng một số thủ lĩnh của căn cứ Ba Đình. Do địa hình hiểm trở, căn cứ Mã Cao cầm cự được đến tận mùa thu  năm 1887 mới bị quân Pháp phá vỡ.
Căn cứ Mã Cao thất thủ, các toán nghĩa quân tan rã về các địa phương. Riêng cánh quân của Hà Văn Mao, Tống Duy Tân và Cầm Bá Thước theo hướng Thung Voi, Thung Khoai, rút về Điền Lư, Niên Kỷ (nay thuộc huyện Bá Thước), tiếp tục chống Pháp.

## Khúc bi tráng của nghĩa quân Hùng Lĩnh
Sau khi trở về Điền Lư, Hà Văn Mao cùng với Tống Duy Tân và Cầm Bá Thước, tiếp tục tổ chức liên kết nghĩa quân chống Pháp tại vùng thượng đạo Thanh Hóa, thường được gọi là Nghĩa quân Hùng Lĩnh. Quân Pháp lập tức truy kích lên châu Quan Hóa, công kích nghĩa quân của Hà Văn Mao trước tiên. Cuối năm 1887, nghĩa quân bị vây quét và thiệt hại nặng ở Điền Lư, Niên Kỷ, Hà Văn Mao tự sát. Tống Duy Tân cùng với một thủ lĩnh Mường khác là Hà Văn Nho tiếp tục tổ chức kháng chiến tại châu Quan Hóa đến tận năm 1892 thì tan rã sau khi Tống Duy Tân bị bắt. Riêng Cầm Bá Thước rút về châu Thường Xuân xây dựng lực lượng tiếp tục kháng chiến, đến năm 1895 thì bị bắt.

## Vinh danh
Hà Văn Mao được người dân địa phương kính trọng bởi sự nghiệp kháng Pháp và khí tiết kiên trung, lẫm liệt. Tên của ông được đặt cho tên một con đường tại phường Ba Đình, thành phố Thanh Hóa và một trường trung học phổ thông lớn của huyện Bá Thước - Trường trung học phổ thông Hà Văn Mao (năm 1999).